# Alex Donnachie
Alex Donnachie (27 de noviembre de 1993) es un deportista británico que compite en ciclismo en la modalidad de BMX estilo libre. Consiguió dos medallas en los X Games.

## Medallero internacional
| \| X Games de Verano \| X Games de Verano \| X Games de Verano \| X Games de Verano \| \| Año \| Lugar \| Medalla \| Prueba \| \| ----------------- \| --------------------------- \| ----------------- \| ----------------- \| \| 2018 \| Sídney (Australia) \| Medalla de oro \| Calle \| \| 2021 \| California (Estados Unidos) \| Medalla de bronce \| Calle \| |                             |                   |        |
| X Games de Verano |                             |                   |        |
| Año | Lugar                       | Medalla           | Prueba |
| 2018 | Sídney (Australia)          | Medalla de oro    | Calle  |
| 2021 | California (Estados Unidos) | Medalla de bronce | Calle  |